# Pakistanische Cricket-Nationalmannschaft in den West Indies in der Saison 1976/77
Die Tour der pakistanischen Cricket-Nationalmannschaft auf die West Indies in der Saison 1976/77 fand vom 18. Februar bis zum 20. April 1977 statt. Die internationale Cricket-Tour war Bestandteil der Internationalen Cricket-Saison 1976/77 und umfasste fünf Tests und ein ODI. West Indies gewann die Test-Serie 2–1 und die ODI-Serie 1–0.

## Vorgeschichte
Pakistan spielte zuvor eine Tour in Australien, für die West Indies war es die erste Tour der Saison.
Das letzte Aufeinandertreffen der beiden Mannschaften bei einer Tour fand in der Saison 1974/75 in Pakistan statt.

## Stadien
Die folgenden Stadien wurden für die Tour als Austragungsort vorgesehen.
| Stadt         | Land                | Stadion               | Kapazität | Spiele       |
| ------------- | ------------------- | --------------------- | --------- | ------------ |
| Albion        | Guyana              | Albion Sports Complex | 15.000    | 1. ODI       |
| Bridgetown    | Barbados            | Kensington Oval       | 11.000    | 1. Test      |
| Georgetown    | Guyana              | Bourda Cricket Ground | 25.000    | 3. Test      |
| Kingston      | Jamaika             | Sabina Park           | 20.000    | 5. Test      |
| Port of Spain | Trinidad und Tobago | Queen’s Park Oval     | 25.000    | 2. & 4. Test |

## Kaderlisten
| Test | Test | ODI | ODI |
| West Indies | Pakistan | West Indies | Pakistan |
| --- | --- | --- | --- |
| - Clive Lloyd (c) - Inshan Ali - Colin Croft - Maurice Foster - Roy Fredericks - Joel Garner - Gordon Greenidge - Vanburn Holder - David Holford - Bernard Julien - Raphick Jumadeen - Alvin Kallicharran - Collis King - Deryck Murray (wk) - Viv Richards - Andy Roberts - Irvine Shillingford | - Mushtaq Mohammad (K) - Asif Iqbal - Haroon Rasheed - Imran Khan - Intikhab Alam - Iqbal Qasim - Javed Miandad - Majid Khan - Sadiq Mohammad - Saleem Altaf - Sarfraz Nawaz - Sikander Bakht - Wasim Raja - Wasim Bari (wk) - Zaheer Abbas | - Clive Lloyd (K) - Colin Croft - Roy Fredericks - Joel Garner - Gordon Greenidge - Bernard Julien - Alvin Kallicharran - Collis King - Deryck Murray (wk) - Viv Richards - Andy Roberts | - Asif Iqbal (K) - Imran Khan - Javed Miandad - Majid Khan - Mohsin Khan - Sadiq Mohammad - Saleem Altaf - Sarfraz Nawaz - Wasim Raja - Wasim Bari (wk) - Zaheer Abbas |

## Tests

### Erster Test in Bridgetown
| 18. – 23. Februar Scorecard | Bridgetown | Pakistan 435 (133.4) & 291 (67) | – | West Indies 421 (94.4) & 251-9 (100) |
|                             |            | Remis                           |   |                                      |

Pakistan gewann den Münzwurf und entschied sich als Schlagmannschaft zu beginnen.

### Zweiter Test in Port of Spain
| 4. – 9. März Scorecard | Port of Spain | Pakistan 180 (67.5) & 340 (124.1) | – | West Indies 316 (116) & 206-4 (74) |
|                        |               | West Indies gewinnt mit 6 Wickets |   |                                    |

Pakistan gewann den Münzwurf und entschied sich als Schlagmannschaft zu beginnen.

### Dritter Test in Georgetown
| 18. – 23. Juni Scorecard | Georgetown | Pakistan 194 (56.3) & 540 (163.3) | – | West Indies 448 (162.3) & 154-1 (24.5) |
|                          |            | Remis                             |   |                                        |

Die West Indies gewannen den Münzwurf und entschieden sich als Feldmannschaft zu beginnen.

### Vierter Test in Port of Spain
| 1. – 6. April Scorecard | Port of Spain | Pakistan 341 (121.3) & 301-9d (85.5) | – | West Indies 154 (55.5) & 222 (104.5) |
|                         |               | Pakistan gewinnt mit 266 Runs        |   |                                      |

Die West Indies gewannen den Münzwurf und entschieden sich als Feldmannschaft zu beginnen.

### Fünfter Test in Kingston
| 15. – 20. April Scorecard | Kingston | West Indies 280 (65.3) & 359 (102.2) | – | Pakistan 198 (56.3) & 301 (77.2) |
|                           |          | West Indies gewinnt mit 140 Runs     |   |                                  |

Die West Indies gewannen den Münzwurf und entschieden sich als Schlagmannschaft zu beginnen.

## One-Day Internationals in Albion
| 16. März Scorecard | Albion | Pakistan 176-7 (45/45)            | – | West Indies 182-6 (43.2/45) |
|                    |        | West Indies gewinnt mit 4 Wickets |   |                             |

Die West Indies gewannen den Münzwurf und entschieden sich als Feldmannschaft zu beginnen.